# أوتو أكرمان (رسام)
أوتو أكرمان (بالألمانية: Otto Ackermann) هو رسام ألماني، ولد في 14 فبراير 1872 في برلين في ألمانيا، وتوفي في 1953 في دوسلدورف في ألمانيا.
في عام 1897 انتقل للإقامة في دوسلدورف ، حيث بقي حتى وفاته في عام 1956. وتخصص بشكل رئيسي في رسم لوحات المناظر الطبيعية في بلجيكا وهولندا، وعمل أيضًا في مجال الطباعة الفنية في نفس الموضوع. وكان رئيسًا لجمعية الرسامين المحلية في دوسلدورف وقد ورد ذكره في مذكرات ألبرت هيرزفيلد. 
تعلم الرسم على يد الرسام الألماني هيرمان إيشكه (1823-1900) الذي تخصص أيضا في رسم المناظر الطبيعية والبحرية. وسافر أكرمان إلى بلجيكا وإيطاليا وهولندا. قام في الغالب برسم المناظر الطبيعية والمناظر الساحلية والنهرية البلجيكية والهولندية. 
كان أكرمان عضوًا مبكرًا في اتحاد الفنانين الألماني Deutscher Künstlerbund. وفي دوسلدورف كان عضوًا في الجمعية من عام 1899، ومن عام 1898 إلى عام 1953 أيضًا في جمعية الفنانين مالكاستن، وصار منذ عام 1932 رئيسًا لها. وبعد التحول الذي حدث مع بدء الحكم النازي، أصبح أكرمان الرئيس الجديد للجمعية في عام 1934 بعد تغيير في اللوائح الداخلية. 